# Initiative (Marvel Comics)
Pour les articles homonymes, voir Initiative.
L’Initiative (« The Initiative » en VO) est le nom d'un programme fictif du gouvernement fédéral des États-Unis appartenant à l'univers Marvel de la maison d'édition Marvel Comics. L'organisation apparaît pour la première fois dans le comic book Avengers: The Initiative #1 en avril 2007 jusqu’à Avengers: The Initiative #35 en juillet 2010.
En 2007, à la suite du crossover Civil War, le gouvernement fédéral des États-Unis, épaulé par l'équipe des Mighty Avengers et d'Iron Man lance le « projet Initiative » qui prévoit que chaque État américain soit protégé par une équipe de super-héros ayant signé le « Registration Act », c'est-à-dire formés et officiellement reconnus par le gouvernement des États-Unis.
Les équipes sont associées à l'organisation le SHIELD.

## Liste des États avec une équipe
Seuls quelques États des États-Unis ont possédé une équipe à leur disposition qui, pour certaines, reprenaient le nom de précédentes équipes de l'univers Marvel : 
- Alaska : Hellcat seule
- Arizona : les Desert Stars : apparue dans la série Initiative en 2008, l'équipe comprend : Two-gun Kid (leader, utilisation de colts), Johnny Cool (contrôle du froid), Supermax (force surhumaine et augmentation de sa taille) et Komodo (attributs reptiliens et régénération)
- Arkansas : le Batallion (Tigra, Razorback)
- Californie : l'Ordre
- Delaware : les Women Warriors
- Colorado : les Thunderbolts (l'équipe officielle fut toutefois désactivée par Norman Osborn)
- Floride : le Command : apparue dans la série Initiative, en 2008, l'équipe est constituée de Jennifer Kale, Aquarian, Siege, et le Conquistador. La base est reliée par une porte dimensionnelle à la Prison de la Zone Négative.
- Géorgie : la Cavalerie : apparue dans le numéro 18 de la série Initiative en 2008 l'équipe est constituée de Thor Girl, Ultra Girl, Crime-Buster et Stunt-Master.
- Hawaï : les Pointmen : L'équipe est constituée de 3D-Man (Delroy, anciennement connu sous le nom de Triathlon), Star Sign, Paydirt, l'Exorciste, Magnitude et Manta, choisi pour diriger l'équipe, après l'invasion secrète. Quand 3D-Man arriva pour prendre ses fonctions de leader de l'équipe, il découvrit grâce à ses pouvoirs que Magnitude était un Skrull. L'imposteur fut tué. 3D-Man fut téléporté au Camp Hammond par l'Exorciste, pour prévenir le Projet Initiative que la Terre était en train d'être envahie.
- Illinois : les Chevaliers de l'Espace (composition à vérifier)
- Iowa : Force Works (composition à vérifier)
- Kentucky : Action Pack : apparue dans la série Initiative, en octobre 2007, l'équipe est basée au Kentucky, à Louisville. Elle est reliée par un porte dimensionnel à la Prison de la Zone Négative. L'équipe est constituée de Vox (rafales soniques), Prima Donna (super-force) et l'Homme-Grenouille (Skrull). Cependant, durant la Secret Invasion des Skrulls, il fut révélé que l'Homme-Grenouille était un agent Skrull.
- Maryland : Psionex
- Montana : Freedom Force
- Nebraska : nom de l'équipe inconnue (Gadget, Paragon et Captain Ultra)
- Nevada : Heavy Hitters (Nonstop, Telemetry, Hardball, Gravity) Après l'invasion Skrull, Gravity est contraint de rejoindre l'équipe de Initiative des Grands Lacs.
- Nouveau-Mexique : les Francs-Tireurs (Miss Chose, Geiger, Annex et Jocaste). Après l'invasion Skrull, Annex rejoint l'équipe[1].
- New York : les Mighty Avengers
- Oregon : les Forces de la Nature
- Pennsylvanie : Les Liberteens : apparue dans la série Initiative, en 2008, l'équipe se compose du Révolutionnaire (utilisation d'un sabre), Glaçon (super force et corps de glace organique), Espoir, 2-D (aux pouvoirs semblables à Flat-Man), Whizkid (super vitesse), Aigle bleu (vol et utilisation de pistolets), Miss America (résistance aux chocs surhumaine). Le Révolutionnaire est en fait un Skrull ayant une implication dans la Secret Invasion. Le groupe s'inspire d'un groupe de super-héros ayant combattu pendant la seconde guerre mondiale, la Légion de la Liberté.
- Texas : les Rangers
- Utah : les Appelés
- Vermont : la Garnison (Fin, Man-Eater et Battlestar)
- Washington : Earth Force
- Wisconsin : l'Initiative des Grands Lacs, connue sous le nom de Vengeurs des Grands Lacs.

## Formation
Les jeunes recrues sont formés au « Camp Hammond », une base implantée près de Stamford (Connecticut), lieu où se déroula l'accident déclencheur de Civil War.
Les formateurs et officiels incluent : 
- Justice ;
- Henry « Hank » Pym ;
- Manta ;
- War Machine (Jim Rhodes) ;
- Wonder Man ;
- Gauntlet ;
- le Maître de Corvée ;
- la Veuve noire.

La plupart ont été membres ou des réservistes des Vengeurs.
Le Baron Von Blitzschlag (en) a été engagé pour conduire des tests sur les jeunes recrues. Il s'agit d'un ancien Nazi.
Dans les récents épisodes, on voit apparaître un nouveau médecin, Physique.
On a aussi vu certains autres super-héros employés comme consultants : le Fauve, Dani Moonstar en tant que psychologues, ou encore la Chose et le professeur Connors (le Lézard).
Ont été aperçus en formation les personnages suivants :
Aegis, Armory, Cloud 9, la Gargouille, Hulkling, Hardball, Komodo, Nighthawk, Rage, Slapstick (en), Stature, Thor Girl, Trauma, Ultra Girl, Wiccan.
La sécurité interne est assurée par les « Scarlet Spiders », trois supposés agents du SHIELD nommés par Henry Peter Gyrich (en) ; ils utilisent des costumes similaires à celui que Tony Stark avait fabriqué pour Spider-Man quand ce dernier intégra les Nouveaux Vengeurs. Il s'agit en fait de trois clones du jeune MVP (Michael Van Patrick (en)), tué accidentellement lors d'un entraînement.
Une équipe spéciale et totalement secrète, nommée « Black Ops » (ou « Initiative de l'Ombre »), est à la solde de Gyrich. Elle inclut le Constrictor, Bengale, le jeune Trauma et Mutant Zéro (Typhoid Mary). Quand le Camp Hammond fut attaqué par un des clones de MVP possédé par Tactigon, le Constrictor fit partie des agents tentant d'arrêter le jeune homme. Pendant le combat, il eut les deux bras tranchés. Un des Scarlet Spiders fut aussi tué.

### Dark Reign
Quand, dans Dark Reign, débuta le « règne » de Norman Osborn à la tête du HAMMER, celui-ci reprit les rênes du projet Initiative et installa la nouvelle base, le « camp Hammer », dans une base désaffectée et isolée au Nouveau-Mexique.
Il donna des équipes à plusieurs États qui n'en avaient pas encore :
- Delaware : les Femmes guerrières (Liberteens)
- Caroline du Nord : les U-Foes (en)
- Maryland : Psionex
- Oregon : les Forces de la Nature

Il augmenta aussi les effectifs de l'équipe « Black Ops », dans le but de reprendre la Prison 42 de la Zone négative, tombée sous le joug de Blastaar.
Certains héros, ne voulant pas travailler pour ce psychopathe, s'enfuirent, comme Tigra et Gauntlet qui rejoignirent la résistance des New Warriors de Justice.

## Publications en recueils
| Titre                                             | Matériel collecté                                                            | Date de publication | ISBN                  |
| ------------------------------------------------- | ---------------------------------------------------------------------------- | ------------------- | --------------------- |
| Avengers: The Initiative Vol. 1: Basic Training   | Avengers: The Initiative #1-6                                                | 26 mars 2008        | (ISBN 978-0785125167) |
| Avengers: The Initiative Vol. 2: Killed In Action | Avengers: The Initiative #7-13 et Annual #1                                  | 19 novembre 2009    | (ISBN 978-0785128618) |
| Avengers: The Initiative, Vol. 3: Secret Invasion | Avengers: The Initiative #14-19                                              | 27 mai 2009         | (ISBN 978-0785131670) |
| Avengers: The Initiative, Vol. 4: Disassembled    | Avengers: The Initiative #20-25 et Avengers: The Initiative Featuring Reptil | 9 décembre 2009     | (ISBN 978-0785131687) |
| Avengers: The Initiative - Dreams & Nightmares    | Avengers: The Initiative #26-30                                              | 6 octobre 2010      | (ISBN 978-0785139058) |
| Siege: Avengers - The Initiative                  | Avengers: The Initiative #31-35 et Avengers: The Initiative Special          | 15 décembre 2010    | (ISBN 978-0785148180) |